# Half-Breed

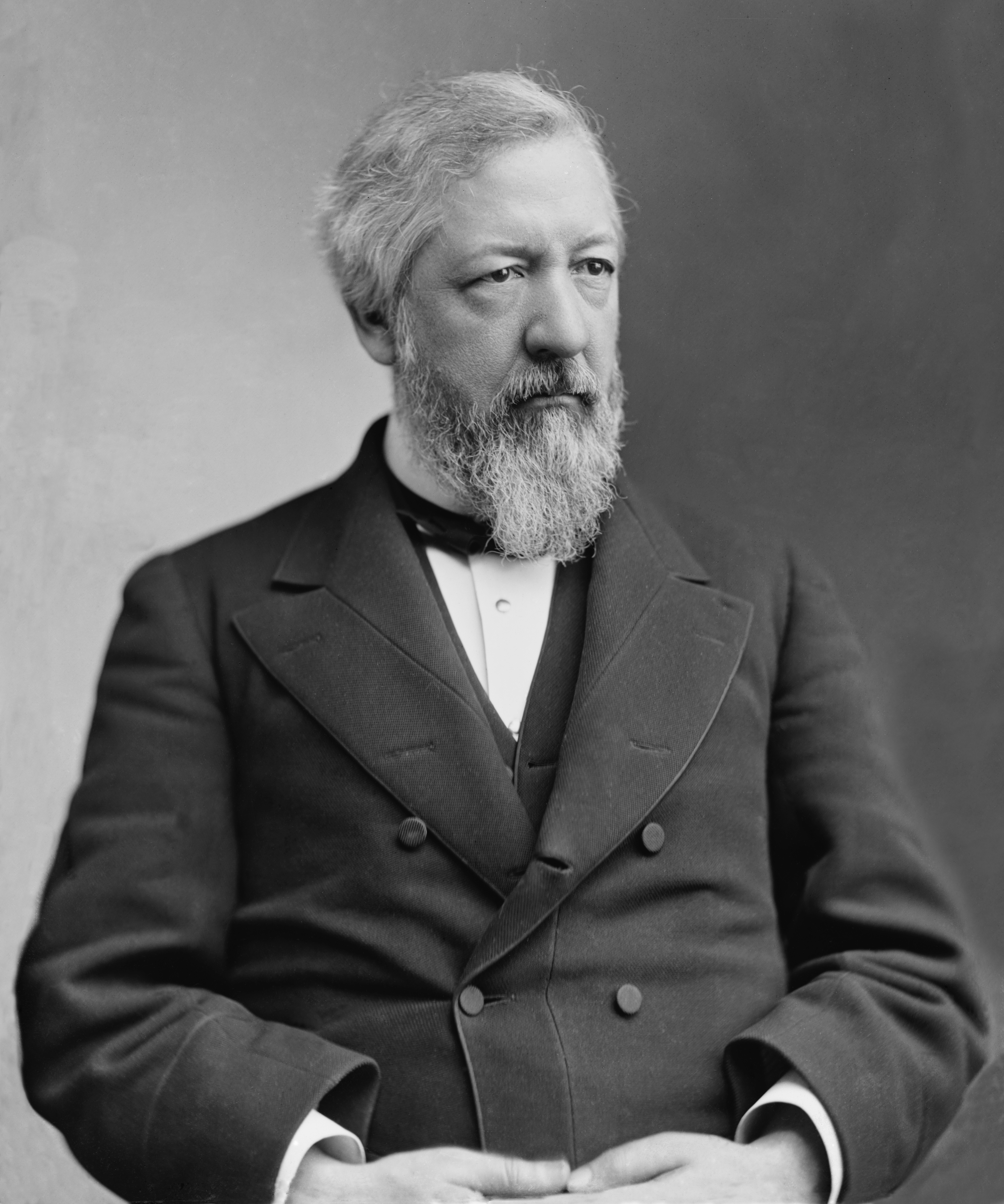
James G. Blaine.

Les Half-Breeds étaient vers la fin du XIXe siècle aux États-Unis, une faction du Parti républicain, représentant l'aile modérée. Ils s'opposaient alors aux Stalwarts, partisan du président Grant pour le contrôle du parti. Le sujet principal qui divisait les Stalwarts et les Half-Breeds était leur position vis-à-vis du Système des dépouilles en vigueur depuis Andrew Jackson. Les premiers étaient partisans de son maintien qui garantissait la fidélité des fonctionnaires fédéraux vis-à-vis du pouvoir en place ; les seconds prônaient une réforme de la fonction publique donnant plus de place à la compétence et au mérite.  
Lors de la Convention nationale républicaine de 1880, l'ancien président Ulysses S. Grant était opposé au Half-Breed James G. Blaine pour l'investiture du parti. La campagne de Grant était dirigée par le leader stalwart Roscoe Conkling sénateur de l'État de New York. Les deux parties savaient qu'il n'y avait aucune chance de victoire pour l'un des deux candidats, et Blaine se désista  en faveur de James Garfield candidat de compromis. 
Les Half-Breeds firent passer au Congrès la loi sur la réforme de la fonction publique rédigée par le démocrate George H. Pendleton, et qui a mis fin au système des dépouilles. Vers la fin des années 1880, les deux factions se sont dissoutes.

## Source
- (en) Cet article est partiellement ou en totalité issu de l’article de Wikipédia en anglais intitulé « Half-Breeds (politics) » (voir la liste des auteurs).